# الجيبان
الجيبان إحدى قرى محافظة العديد في المنطقة الشرقية بالمملكة العربية السعودية. بالقرب من الحدود السعودية القطرية، وسبب تسمية هجرة الجيبان : يرجع إلى عهد قديم وهو جمع كلمة (جيب) والجيب هي المنطقة الواقعة بين مرتفعين، يوجد بها مربط الجيبان للحصان العربي منها الخيل الجزيرية وخيل الواهو المسجلة وأكثر أهلها هم ال سنيد من ال عامر بن محمد من فخذ ال بحيح من ال بشر بن سعيد بن شبيب بن مرة (واحدهم مري أو المري) وال مرة قبيلة عربية من القبائل الاددية الكهلانية ويرجعون في نسبهم الأعلى إلى مرة بن أدد بن زيد بن يشجب بن عريب بن زيد بن كهلان بن سبا بن يشجب بن يعرب بن الحارث بن قحطان، يشرب أهالي منقطة الجيبان من أبار ارتوازية عذبة، يوجد بها مسجد جامع واحد ويقدر عدد سكانها بـ 500 نسمة.